# Malexander
Malexander is een plaats in de gemeente Boxholm in het landschap Östergötland en de provincie Östergötlands län in Zweden. De plaats heeft 75 inwoners (2005) en een oppervlakte van 25 hectare.